# Saint-Christophe (Eure-et-Loir)
Saint-Christophe ist eine französische Gemeinde mit 148 Einwohnern (Stand: 1. Januar 2022) im Département Eure-et-Loir in der Region Centre-Val de Loire; sie gehört zum Arrondissement Châteaudun und zum Kanton Châteaudun. 

## Geographie
Saint-Christophe liegt am Loir, etwa acht Kilometer nordnordöstlich des Stadtzentrums von Châteauduns. Umgeben wird Saint-Christophe von den Nachbargemeinden Bonneval im Norden, Moléans im Osten und Südosten, Donnemain-Saint-Mamès im Süden, Marboué im Südwesten sowie Flacey im Westen und Nordwesten.

## Bevölkerungsentwicklung
| Jahr                       | 1962 | 1968 | 1975 | 1982 | 1990 | 1999 | 2006 | 2018 |
| Einwohner                  | 163  | 130  | 111  | 102  | 138  | 141  | 145  | 159  |
| Quellen: Cassini und INSEE |      |      |      |      |      |      |      |      |

## Sehenswürdigkeiten

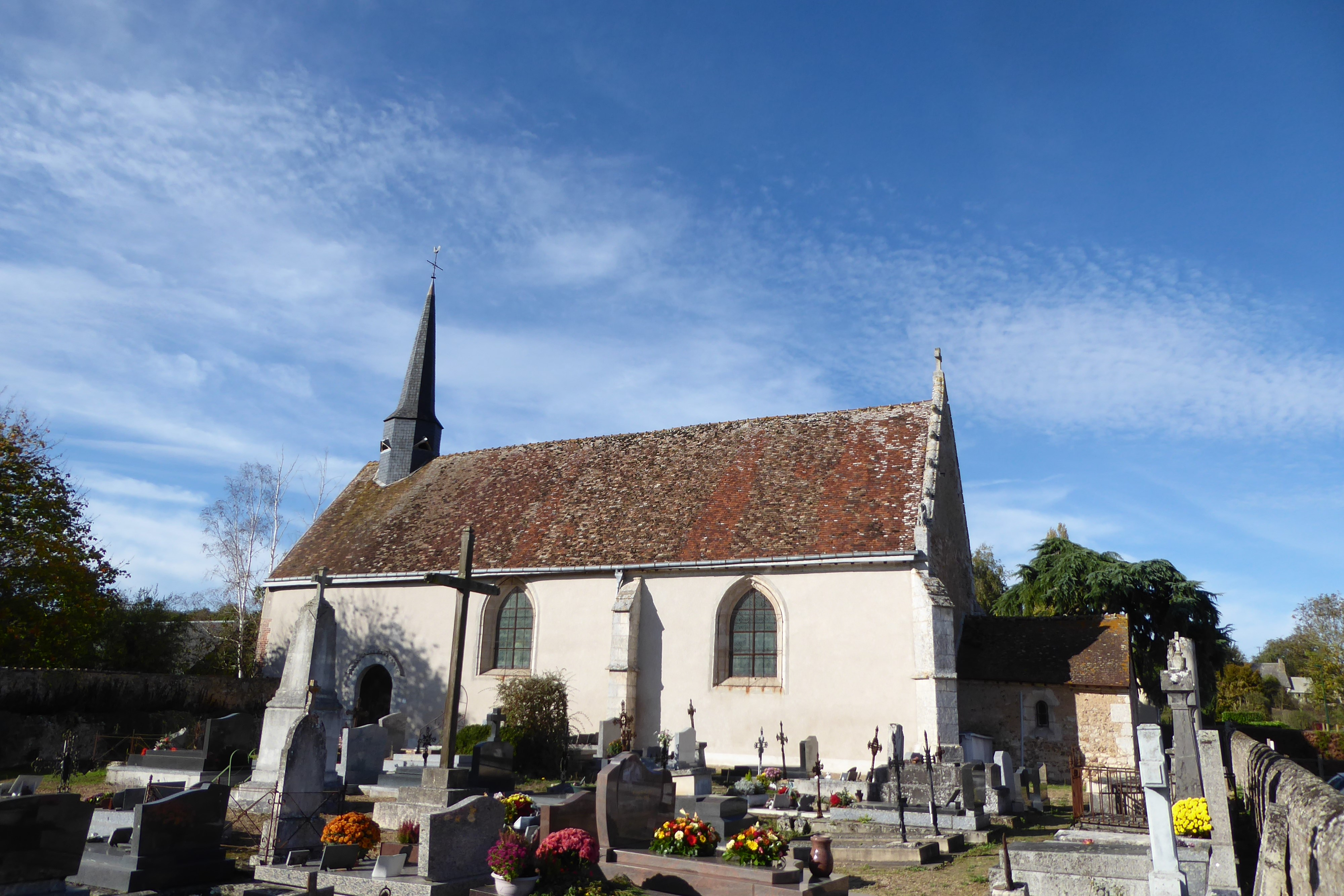
Kirche Saint-Christophe

- Kirche Saint-Christophe